# Як тебе не любити, Києве мій!
«Як тебе не любити, Києве мій!» — пісня композитора Ігоря Шамо на слова поета Дмитра Луценка, написана у 1962 році. Перше публічне виконання відбулося 27 травня 1962 року у виконанні співака Юрія Гуляєва. З 2014 року є офіційним гімном Києва.

## Історія створення
Пісню про Київ замовили Ігорю Шамо та Дмитру Луценку з Міністерства культури для урядового концерта з нагоди вручення Києву Ордена Леніна. Вперше вона пролунала 27 травня 1962 року. Музику у темпі вальсу Ігор Шамо написав за одну ніч, а вірші до пісні Дмитро Луценко складав майже місяць. Вірш складається із трьох восьмирядкових строф — куплетів, в кінці кожної рефрен: «Як тебе не любити, Києве мій!».  За спогадами дружини Луценка Тамари, після слів «де колишуться віти закоханих мрій» ніяк не народжувався рядок. Тоді композитор і поет вирішили прогулятися. На вулиці раптово вони почули фразу від хлопця, що залицявся до дівчини: «Ну як тебе не любити?» Одразу Луценко і використав її, завершивши куплет. Рядок «В очі дивляться канни»: Ймовірно, тут: «канни» — множина від слова «канна». Канна — трав'яниста рослина (або її квітка) родини каннових.
Після першого виконання пісня стала шлягером музичної естради і з часом перетворилась на неофіційний гімн Києва.

## Виконавці
Першими виконавцями пісні стали популярний баритон, на ту пору соліст Київського оперного театру Юрій Гуляєв та Костянтин Огневий. Запис першого виконання не зберігся.
Версія у виконанні Гуляєва багато років завершувала трансляцію Київської студії телебачення.
Пісню включали до свого репертуару Микола Кондратюк, Дмитро Гнатюк, Олег Вінник, Олександр Пономарьов, Юрій Мамчук, гурт Gogol Bordello.
2008 року дует «Барселона» виконав пісню на конкурсі «Нова хвиля» в Юрмалі.

## В мистецтві та масовій культурі

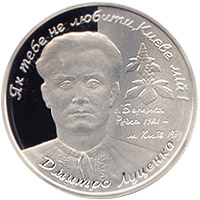
Ювілейна монета «Дмитро Луценко» з назвою пісні на реверсі, випущена у 2006 році.

У 2006 році Національний банк України випустив ювілейну монету номіналом дві гривні, присвячену 85-річчю з дня народження автора тексту пісні Дмитра Луценка. По колу реверса монети розміщено стилізований напис «Як тебе не любити, Києве мій!».
У 2012 році «Укрпошта» випустила немаркований конверт з нагоди 50-річчя написання пісні «Як тебе не любити, Києве мій».
У 2012 році у Національному театрі імені Франка режисер Олександра Білозуба поставив на Камерній сцені однойменну виставу, у якій у виконанні драматичних акторів під акомпанемент оркестру звучать пісні і вірші, які присвячені Києву у виконанні драматичних акторів.
13 листопада 2014 року депутати Київради одностайно підтримали рішення про затвердження гімну міста «Як тебе не любити, Києве мій».
Під час святкування Дня Києва 30 травня 2015 року на Софійській площі близько 3 тисяч учасників разом із міським головою Віталієм Кличком взяли участь у встановленні всеукраїнського рекорду із наймасовішого виконання цієї пісні. Акомпанував естрадно-симфонічний оркестр «Київ Классик».
Фрагмент мелодії пісні звучав на курантах на Майдані Незалежності та на будівлі Інституту історії України Національної академії наук України; а також без чверті щогодини на дзвіниці Грецької церкви на Контрактовій площі. Також мелодію пісні можна почути на головному залізничному вокзалі Києва при прибутті або відправленні фірмових чи швидкісних поїздів.